# Noah Sonko Sundberg
Noah Kemeseng Sonko Sundberg (ur. 6 czerwca 1996 w Sztokholmie) – gambijski piłkarz grający na pozycji środkowego obrońcy. Od 2022 jest zawodnikiem klubu Lewski Sofia.

## Kariera piłkarska
Swoją piłkarską karierę Sonko Sundberg rozpoczął w juniorach takich klubów jak: Enskede IK (do 2009) i AIK Fotboll (2010-2013). W 2014 roku awansował do kadry pierwszego zespołu AIK. 2 czerwca 2014 zadebiutował w jego barwach w Allsvenskan w wygranym 4:2 domowym meczu z IF Brommapojkarna. W zespole AIK grał do końca sezonu 2015.
Przed rozpoczęciem sezonu 2016 Sonko Sundberg został wypożyczony z AIK do GIF Sundsvall. Swój debiut w nim zanotował 7 kwietnia 2016 w przegranym 1:2 domowym meczu z Gefle IF. Na wypożyczeniu w GIF spędził dwa sezony.
Na początku 2018 roku Sonko Sundberg przeszedł z AIK do Östersunds FK. Swój debiut w nim zaliczył 15 kwietnia 2018 w zwycięskim 2:1 domowym meczu z IFK Göteborg. Występował w nim do końca 2021 roku.
W styczniu 2022 Sonko Sundberg został piłkarzem bułgarskiego klubu Lewski Sofia. Zadebiutował w nim 19 lutego 2022 w wygranym 2:1 domowym meczu z Łokomotiwem Płowdiw.
| Sezon | Klub          | Kraj    | Rozgrywki   | Mecze | Gole |
| ----- | ------------- | ------- | ----------- | ----- | ---- |
| 2014  | AIK Fotboll   | Szwecja | Allsvenskan | 5     | 0    |
| 2015  | AIK Fotboll   | Szwecja | Allsvenskan | 24    | 1    |
| 2016  | GIF Sundsvall | Szwecja | Allsvenskan | 23    | 3    |
| 2017  | GIF Sundsvall | Szwecja | Allsvenskan | 28    | 1    |
| 2018  | Östersunds FK | Szwecja | Allsvenskan | 21    | 1    |
| 2019  | Östersunds FK | Szwecja | Allsvenskan | 28    | 1    |
| 2020  | Östersunds FK | Szwecja | Allsvenskan | 25    | 2    |
| 2021  | Östersunds FK | Szwecja | Allsvenskan | 24    | 1    |

## Kariera reprezentacyjna
Sonko Sundberg grał w młodzieżowych reprezentacjach Szwecji na szczeblach U-17, U-19 i U-21. W 2013 roku wystąpił z kadrą U-17 na Mistrzostwach Europy U-17 (półfinał) i Mistrzostwach Świata U-17 (3. miejsce). Z kolei w 2016 roku wziął udział z kadrą olimpijską w Igrzyskach Olimpijskich w Rio de Janeiro.
W reprezentacji Gambii Sonko Sundberg zadebiutował 9 października 2020 w wygranym 1:0 towarzyskim meczu z Kongiem, rozegranym w Parchal. W 2022 roku został powołany do kadry na Puchar Narodów Afryki 2021. Rozegrał na nim trzy mecze: grupowe z Mali (1:1) i z Tunezją (1:0) oraz ćwierćfinałowy z Kamerunem (0:2).